# Rudolf III. (Habsburg-Laufenburg)
Rudolf III. (Habsburg-Laufenburg) (* 15. Juli 1270; † 22. Dezember 1314 in Montpellier) war Graf von Habsburg-Laufenburg, einer Nebenlinie der Herzöge von  Österreich. Im Gefolge König Heinrich VII. nahm er am Zug gegen die Lombardei teil.

## Leben
Rudolf war der Sohn von Gottfried I. Graf Habsburg-Laufenburg und der Adelheid von Freiburg, Tochter des Egino (Egon) V. Graf von Urach zu Freiburg und Schwester des Konrad. Er war noch minderjährig, als der Vater 1271 vom Feldzug Ottokar Přemysls gegen Ungarn heimkehrte und bald darauf seinen Verletzungen erlag. Der jüngere Bruder Gottfried starb kurz nach dem Vater, im selben Jahr.
Anfangs waren noch seine beiden Onkel Rudolf II und Eberhard I. seine Vormünder, wobei besonders Rudolf, Propst in Basel und dann 1274 Bischof von Konstanz, sich für sein Mündel starkmachte, während Eberhard sich ab 1273 mehr um seine durch Heirat erworbenen Kyburgischen Besitzungen kümmerte. 1288 trat er seine Regentschaft an. 1294 erwarb er für 624 Mark Silber von Luthold von Regensberg die Burg Balm. 1310 gibt er die Burg Balm wieder zurück an Adelheid von Regensberg und ihren Sohn, die sie bald darauf (vor 1326) wieder an Habsburg-Laufenburg erstatten.
Rudolf hielt sich mit Vorliebe im Schloss Rapperswil auf, zeigte sich aber öfters in Laufenburg. Im Jahr 1310 wurde ihm die Vogtei im Urserental (Gotthard) übertragen.
Bald danach entglitt ihm die Reichsvogtei über die Waldstätte in der Innerschweiz, über Zürich und Konstanz, auch der Versuch die Vogtherrschaft über das Kloster St. Blasien zu erlangen missriet ihm.
Er war ein Anhänger des Nassauers König Adolf – zu der Zeit waren die Laufenburger meist erbitterte Gegner der österreichischen Habsburgerlinie – und zog im Herbst 1297 nach Frankfurt. In der Schlacht bei Göllheim kämpfte er für König Adolf gegen seinen Cousin Herzog Albrecht, dort geriet er jedoch in Gefangenschaft. Er musste dem neuen König huldigen und wurde in die Heimat entlassen, wo er 1305 den Titel eines Landgrafen im Zürichgau führte. Nach Albrechts Tod schloss er sich König Heinrich VII. an. Dieser ernannte ihn im Frühjahr 1310 zum Reichslandvogt im Thurgau und Zürichgau. Ende 1310 oder Anfang 1311 begab er sich zu dem Heer Heinrichs in der Lombardei, kehrte aber schon im Sommer 1311 wieder in die Heimat zurück und stand nun, wie auch der König selbst, in freundschaftlichem Verhältnisse mit den Herzögen von Österreich. Befand sich Herzog Leopold in den oberen Landen, war er oft in dessen Nähe. Zwei 1313 von Rudolf verfasste und an König Johann von Böhmen und Polen und dessen Rat, den Grafen Bertold von Henneberg gerichtete Briefe gehören zu den ältesten deutschsprachigen Briefen. Nach der Doppelwahl Friedrichs des Schönen und Ludwigs des Bayern im Oktober 1314 war Graf Rudolf dann kaum mehr in seiner Heimat. Zur Genesung von einer Krankheit begab er sich 1314 in das südliche Frankreich. Er starb am 22. Januar 1315 in Montpellier.

## Familie
Rudolf III. war ein Sohn von Gottfried I., durch seine Heirat 1296 mit Elisabeth von Rapperswil († 1309), aus dem Haus der Grafen Rapperswil, der Witwe des Grafen Ludwig von Homberg († 27. April 1289), wurde er zum Bestandshalter der Laufenburger Linie der Habsburger. In zweiter Ehe heiratete er Maria von Oettingen († 1369).
Rudolf und Maria hatte einen Sohn:
- Johann († 21. September 1337 bei Grynau am oberen Zürichsee), war Landgraf im Klettgau, Landvogt der Herrschaft Österreich im Thurgau, Aargau und Schwarzwald

Sein Halbbruder war:
- Werner von Homberg